# Carolina Kun i Galofré
Carolina Kun Galofré (Barcelona, 28 setembre de 1960) ha estat una nedadora catalana, campiona de Catalunya i campiona d'Espanya.
Membre del Club Natació Barcelona, va destacar en categories inferiors. Va ser campiona de Catalunya en quatres ocasions en les proves de braça i 400 m estils. El 1979 va proclamar-se campiona d'Espanya en 200 m papallona i 400 m estils, batent el rècord estatal d'aquesta prova. Va retirar-se de la competició l'any següent.

## Palmarès
- 3 campionats de Catalunya d'estiu

- 1 en 100 m braça (1975)
- 1 en 200 m braça (1975)
- 1 en 400 m estils (1975)

- 1 Campionat de Catalunya d'hivern

- 1 en 400 m estils (1978)

- 2 campionats d'Espanya d'estiu

- 1 en 200 m papallona (1979)
- 1 en 400 m estils (1979)

- 1 Campionat d'Espanya d'hivern

- 1 en 400 m estils (1979)